# Deutscher Filmpreis du meilleur film pour enfants
Le Deutscher Filmpreis du meilleur film pour enfants est un prix remis lors de la cérémonie annuelle des prix du film allemand, qui récompense les meilleures productions cinématographiques de l'année en Allemagne.

## Palmarès
- 2000 : Käpt'n Blaubär - Der Film de Hayo Freitag
- 2001 : Le Petit Vampire d'Uli Edel
- 2002 : Das Sams de Ben Verbong
- 2003 : Das fliegende Klassenzimmer de Tomy Wigand
- 2004 : Die Blindgänger de Bernd Sahling
- 2005 : L'Étoile de Laura de Piet De Rycker et Thilo Rothkirch
- 2006 : Le Chien jaune de Mongolie de Byambasuren Davaa
- 2007 : Hände weg von Mississippi de Detlev Buck
- 2008 : Leroy d'Armin Völckers
- 2009 : Ce qui compte, c'est la fin de Julia von Heinz
- 2010 : Le Club des crocodiles de Christian Ditter
- 2011 : Chandani: The Daughter of the Elephant Whisperer d'Arne Birkenstock
- 2012 : Wintertochter de Johannes Schmid
- 2013 : Kaddisch für einen Freund de Leo Khasin
- 2014 : Whisper : Libres comme le vent de Katja von Garnier
- 2015 : Rico, Oskar und die Tieferschatten de Neele Leana Vollmar
- 2016 : Heidi d'Alain Gsponer
- 2017 : Auf Augenhöhe d'Evi Goldbrunner et Joachim Dollhopf
- 2018 : Amelie rennt de  Tobias Wiemann
- 2019 : Rocca verändert die Welt de Katja Benrath